# Kae ou les deux rivales
Kae ou les deux rivales (華岡青洲の妻, Hanaoka Seishū no tsuma, litt. « L'Épouse de Hanaoka Seishū ») est un roman de l'écrivaine japonaise Sawako Ariyoshi, publié pour la première fois en 1966, au Japon. Elle vaut à son auteure le prix de littérature féminine. Cette chronique historique, adaptée en 1967 au cinéma, puis au théâtre, raconte la rivalité entre deux femmes désireuses de plaire à Hanaoka Seishū, un médecin de l'époque d'Edo (1603-1868). Sa traduction française paraît en 1981 aux éditions Stock.

## Présentation
La romancière japonaise Sawako Ariyoshi naît le 20 janvier 1931, à Wakayama, dans la préfecture de Wakayama, au Japon,. Sa carrière d'écrivaine commence en 1954, avec la rédaction de critiques théâtrales, notamment pour le mensuel Le Monde du Théâtre,, et de scénarios pour la télévision et la radio et la publication de nouvelles,.
Le roman Kaé ou les deux rivales paraît en novembre 1966, dans la revue littéraire Shinchō. Cette chronique historique, qui se déroule dans le Kishū, autre nom de l'ancienne province de Kii, dans le Nord de la péninsule de Kii, et raconte la rivalité entre deux femmes désireuses de plaire à Hanaoka Seishū, un médecin de l'époque d'Edo (1603-1868), est publié l'année suivante par la maison d'édition japonaise Shinchōsha,. Elle vaut à son auteure le prix de littérature féminine (6e édition) et, la même année, une adaptation au cinéma par la société de production cinématographique japonaise Daiei. En 1968, une version théâtrale est jouée au Geijutsu-za de Tokyo,,.
En 1978, le roman est traduit en anglais, par la maison d'édition Kōdansha, sous le titre Doctor's Wife, puis en français, trois ans plus tard, par les éditions Stock,. Il devient un « best-seller » en France,.
En 2005, le groupe audiovisuel public NHK diffuse une adaptation télévisuelle en six épisodes de l'œuvre romanesque de Sawako Ariyoshi. En janvier 2017, le théâtre Mitsukoshi de Nihonbashi, à Tokyo, rejoue la mise en scène originale de l'écrivaine japonaise, avec les acteurs Ichikawa Shun'en II, dans le rôle de Kae, et Yaeko Mizutani, dans celui de la mère de Hanaoka Seishū.

## Résumé
Dans le Japon de la fin du XVIIIe siècle, Kae, l'héroïne du roman de Sawako Ariyoshi, est une jeune femme, membre d'une riche famille de Wakayama, dans la province de Kii. Elle admire Otsugi, épouse d'un médecin de campagne pauvre, installé dans le voisinage. Entretenant une estime réciproque pour Kae et dévouée à la réussite de son fils Hanaoka Seishū, étudiant en médecine, Otsugi met tout en œuvre pour unir les deux jeunes gens. Lorsque son projet se réalise, Kae se retrouve sous le même toit qu'Otsugi et mariée à un homme absent qu'elle n'a jamais rencontré — Seishū est en voyage d'études à Kyoto —,. Kae fait alors, avec ardeur, l'apprentissage du rôle de femme au foyer dans une famille japonaise traditionnelle. Mais, au retour de Seishū, une rivalité se développe entre sa mère et son épouse, qui se disputent son affection,.

## Adaptation cinématographique
Fin octobre 1967, moins d'un an après la publication du roman de Sawako Ariyoshi, le studio Daiei sort une adaptation cinématographique de Kae ou les deux rivales, sous le titre La Femme du docteur Hanaoka,,. Dans son long métrage en noir et blanc, le cinéaste japonais Yasuzō Masumura dirige les acteurs Ayako Wakao, dans le rôle de Kae, Hideko Takamine, dans celui d'Otsugi, et Raizō Ichikawa VIII, qui interprète le personnage de Hanaoka Seishū. La bande originale du film est une création du compositeur Hikaru Hayashi,.